# Pathal
Pathal ist ein Ortsteil der Stadt Velburg im Landkreis Neumarkt in der Oberpfalz in Bayern.

## Geographische Lage
Der Weiler liegt im Oberpfälzer Jura der Fränkischen Alb auf 473 m über NHN südlich des Eichelberges (607 m über NHN); dort entspringt auch der Frauenbach, der in südlicher Richtung der Schwarzen Laber zufließt.

## Verkehr
Pathal liegt 100 m östlich der der Staatsstraße 2220, von der Ortsverbindungsstraßen zum Weiler führen.

## Ortsnamendeutung
Es werden zwei Deutungen gemacht,
- vom Wort „bada“ her: Ansiedelung in einer tiefen Lage
- vom Wort „path“ her: Ansiedelung in einem Sumpftal

## Geschichte
1472 ist Pathal im Zusammenhang mit dem Zehent- und Widenverkauf von Haug von Parsberg an drei Velburger genannt. 1552 erwarben die Wiesbecken als Besitzer der Herrschaft Velburg von Haug von Parsberg Besitz in Pathal. Um 1600 verfügte dort das Amt Velburg unter den Wiesbecken über 3 Höfe und 1 Gut. Am Ende des Alten Reiches, um 1800, bestand Pathal unter dem Amt Velburg weiterhin aus diesen 4 Anwesen, nämlich aus 2 ganzen Höfen der Untertanen Schweiger und Franckh, dem Halbhof des Untertans Eichsenseer und einem „Gütl“ des Untertans Schweiger; auch gab es ein gemeindliches Hirtenhaus.
Im neuen Königreich Bayern (1806) gehörten dem Steuerdistrikt Ronsolden im Landgericht Parsberg neben dem Dorf Ronsolden die beiden Weiler Freudenricht und Pathal an. Aus diesem Steuerdistrikt wurde mit dem zweiten Gemeindeedikt von 1818 unter Einbeziehung des Dorfes Raisch eine Ruralgemeinde. Die Gemeinde erfuhr noch Zugänge und Abgänge, bis sie im Zuge der Gebietsreform in Bayern am 1. Januar 1972 in die Stadt Velburg eingemeindet wurde. Seitdem ist Pathal ein amtlich anerkannter Ortsteil von Velburg.
Die Kinder gingen spätestens seit dem 19. Jahrhundert in den Pfarrort Klapfenberg zur Schule, wo der Lehrer um 1835 gleichzeitig Organist und Mesner war.

### Einwohner- und Gebäudezahl
- 1836: 30 Einwohner, 4 Häuser,[9]
- 1867: 26 Einwohner, 18 Gebäude,[10]
- 1871: 28 Einwohner, 15 Gebäude, im Jahr 1873 mit einem Großviehbestand von 6 Pferden und 30 Stück Rindvieh,[11]
- 1900: 34 Einwohner, 5 Wohngebäude,[12]
- 1925: 27 Einwohner, 4 Wohngebäude,[13]
- 1938: 34 Einwohner (Katholiken),[14]
- 1950: 34 Einwohner, 5 Wohngebäude,[15]
- 1987: 21 Einwohner, 6 Wohngebäude, 6 Wohnungen.[16]

Auch heute besteht der Weiler aus 6 Anwesen mit Wohnhäusern.

### Kirchliche Verhältnisse
Pathal liegt seit altersher im Sprengel der katholischen Pfarrei Klapfenberg im Bistum Eichstätt. 1554 wurde unter Pfalz-Neuburg die Reformation eingeführt; die Rekatholisierung erfolgte 1618. Den jeweiligen Glaubenswechsel mussten auch die Untertanen in Pathal vollziehen.

## Baudenkmäler
In Pathal 3 sind das Bauernhaus, ein Walmdachbau aus dem 17. Jahrhundert, in Pathal 3a die Hofkapelle St. Marien von 1858 Baudenkmäler.